# Elachocharax
Genre
Elachocharax est un genre de poissons téléostéens de la famille des Crenuchidae et de l'ordre des Characiformes. Ils sont originaires de bassins de l'Amazone et de l'Orénoque en Amérique du Sud.

## Liste d'espèces
Selon FishBase (16 juin 2015):
- Elachocharax geryi Weitzman & Kanazawa, 1978
- Elachocharax junki (Géry, 1971)
- Elachocharax mitopterus Weitzman, 1986
- Elachocharax pulcher Myers, 1927